# Polyplacotoma mediterranea
Classe
Ordre
Famille
Genre
Espèce
Polyplacotoma mediterranea est une espèce de placozoaires, la seule du genre Polyplacotoma, de la famille des Polyplacotomidae, de l'ordre des Polyplacotomea et de la classe des Polyplacotomia.
C'est la troisième à avoir été décrite.

## Distribution
Cette espèce se rencontre dans la mer Méditerranée vers la frontière franco-italienne.

## Description
C'est un animal pluricellulaire à la structure extrêmement simple.
Pouvant atteindre une longueur de 10 mm, il se distingue des autres placozoaires par le fait que son corps est fortement ramifié, probablement pour mieux s'accrocher au rocher dans les endroits où les vagues sont particulièrement fortes.
Il se différencie aussi fortement par son patrimoine génétique : le génome de ses mitochondries, très compact avec de nombreux gènes chevauchants, est réduit de moitié,.

## Systématique et taxinomie
Cette espèce a été décrite par Osigus et Schierwater en 2019.
Ce genre a été décrit par Osigus et Schierwater en 2019. Il est placé dans les Polyplacotomidae par Tessler, Neumann, Kamm, Osigus, Eshel, Narechania, Burns, DeSalle et Schierwater en 2022.
Cette famille a été décrite par Tessler, Neumann, Osigus, DeSalle et Schierwater en 2022

## Publications originales
- Osigus, Rolfes, Herzog, Kamm & Schierwater, 2019 : « Polyplacotoma mediterranea is a new ramified placozoan species. » Current Biology, vol. 29, no 5, p. R148-R149.
- Tessler, Neumann, Kamm, Osigus, Eshel, Narechania, Burns, DeSalle & Schierwater, 2022 : « Phylogenomics and the first higher taxonomy of Placozoa, an ancient and enigmatic animal phylum. » Frontiers in Ecology and Evolution, vol. 10,  no 1016357, p. 1-18.